# Omloop van het Houtland 1989
L'Omloop van het Houtland 1989, quarantacinquesima edizione della corsa, si svolse il 28 settembre 1989 su un percorso con partenza e arrivo a Lichtervelde. Fu vinto dal belga Jan Bogaert della La William-Tonissteiner-Euroclean davanti ai suoi connazionali Pascal Elaut e Johan Devos.

## Ordine d'arrivo (Top 10)
| Pos. | Corridore           | Squadra                           | Tempo |
| ---- | ------------------- | --------------------------------- | ----- |
| 1    | Jan Bogaert         | La William-Tonissteiner-Euroclean |       |
| 2    | Pascal Elaut        | Humo-TW Rock                      |       |
| 3    | Johan Devos         | Humo-TW Rock                      |       |
| 4    | Edwin Bafcop        | Hitachi-Merckx-Mavic              |       |
| 5    | Kim Eriksen         | TVM-Van Schilt-Ragno-Zullo        |       |
| 6    | Kurt Van Keirsbulck | Humo-Torhout-Werchter             |       |
| 7    | Yvan Lamote         | Miniflat-Isoglass-Moser           |       |
| 8    | Ferdi Dierickx      | Domex-Weinmann-Merckx             |       |
| 9    | Marnix Lameire      | AD Renting-W-Cup-Bottecchia       |       |
| 10   | Patrick Schoovaerts | Humo-Torhout-Werchter             |       |